# Asmund Rostrup
Asmund Barfod Rostrup (* 10. Dezember 1915 in Kopenhagen; † 24. März 1983 ebenda) war ein dänischer Schauspieler.

## Leben
Asmund Rostrup wuchs als Sohn des Schauspieler-Ehepaares Egill Rostrup (1876–1940) und Ellen Rovsing (1889–1960) in Kopenhagen auf, wo er zeitlebens wohnte. Aus der vorherigen Ehe seines Vaters hatte er einen Halbbruder, den Philosophen Haavard Rostrup (1907–1986).
Nach seinem Schulabschluss absolvierte er von 1932 bis 1935 seine Schauspielausbildung an der Eleveskole des Königlichen Theaters Kopenhagen, wo er auch sein Bühnendebüt als Darsteller hatte. Als Bühnendarsteller wirkte er in zahlreichen Theaterstücken, Operetten, Musicals und in Varieté-Shows mit. Von 1940 bis 1946 war er am Betty-Nansen-Theater, von 1946 bis 1949 am Aalborg-Theater, von 1951 bis 1955 am Odense Teater und von 1955 bis 1959 war er am Aarhus Teater als festes Ensemblemitglied engagiert. Von 1937 bis 1970 wirkte er als Schauspieler vor der Kamera in mehreren Filmen und Fernsehserien mit. In den 1960er-Jahren führte er bei drei Spielfilmen die Regie. Darüber hinaus war er auch als Drehbuchautor tätig.
Asmund Rostrup war von Januar 1937 bis 1945 mit der Schauspielerin Blanche Funch verheiratet. Aus der Ehe ging ein Sohn hervor, der Schauspieler Hans Rostrup (1937–2005). Er starb am 24. März 1983 im Alter von 67 Jahren. Seine Grabstätte befindet sich auf dem Hørsholm-Kirkegard.

## Filmografie (Auswahl)
- 1937: En fuldendt Gentleman
- 1938: Kongen bod
- 1940: Jeg har elsket og levet
- 1960: Sagen Winslow
- 1965: Intermezzo
- 1970: Ekko af et skud
- 1980: Audiens